# Louis Louvet (anarchiste)
Pour les articles homonymes, voir Louvet et Louis Louvet.
Louis Louvet, né le 7 février 1899 à Paris où il est mort 15 mars 1971, est un  militant anarcho-syndicaliste, anarchiste et correcteur d’imprimerie français.

## Biographie
Mobilisé en avril 1918, il est démobilisé en décembre 1919. Il travaille ensuite à Paris comme correcteur d'imprimerie.
L'entre-deux-guerres
Dans les années 1920, il participe activement à plusieurs publications anarchistes : 
- Le Libertaire (1924),
- L'Éveil des jeunes libertaires (1925)
- L'Anarchie (1925)
- La Revue anarchiste (1925)

En 1928, il participe  à la fondation de l'Association des fédérations anarchistes (A.F.A.).
Animateur avec sa compagne, Simone Larcher, des « Causeries populaires », il édite à partir de janvier 1932 une revue trimestrielle intitulée Controverse, cahiers libres d'études sociales, dans laquelle il reproduit notamment les conférences données lors de ces Causeries. Douze numéros paraissent jusqu'en novembre 1934.
À partir de 1937, il est très actif au sein du Syndicat des correcteurs d'imprimerie (CGT). 
La Seconde Guerre mondiale et ses suites
Il est rappelé à la déclaration de guerre et démobilisé en août 1940, après l'armistice (22 juin).
Après la Libération, il se consacre à une nouvelle publication : Ce qu'il faut dire (1944-45). En 1945, il participe à la reconstruction de la Fédération anarchiste et en 1946 de la Confédération nationale du travail. 
L'après-guerre
Par la suite, il crée Les Nouvelles pacifistes (1949) et surtout Contre-courant (revue publiée de février 1952 à 1968).
En 1957, il fait partie de la rédaction du Monde libertaire, organe de la Fédération anarchiste de Maurice Joyeux.

## Œuvres
- Les anarchistes du Moyen Âge, Contre-courant, mars 1951.
- Jean Biso et les syndicats des correcteurs, Contre-courant, no 135, 15 avril 1966, (ASIN B003WPIMAA).